# Landgericht Königshofen
Das Landgericht Königshofen war ein von 1804 bis 1879 bestehendes bayerisches Landgericht älterer Ordnung mit Sitz in Bad Königshofen im Grabfeld im heutigen Landkreis Rhön-Grabfeld. Die Landgerichte waren im Königreich Bayern Gerichts- und Verwaltungsbehörden, die 1862 in administrativer Hinsicht von den Bezirksämtern und 1879 in juristischer Hinsicht von den Amtsgerichten abgelöst wurden.

## Geschichte
Im Jahr 1804 wurde im Verlauf der Verwaltungsneugliederung Bayerns das Landgericht Königshofen errichtet. 1806 bis 1814 war es dann ein Landgericht im Großherzogtum Würzburg. Dieses kam im Jahr 1817 zum neu gegründeten Untermainkreis, dem Vorläufer des späteren Regierungsbezirks Unterfranken.
Anlässlich der Einführung des Gerichtsverfassungsgesetzes am 1. Oktober 1879 wurde das Amtsgericht Königshofen im Grabfeld errichtet, dessen Sprengel deckungsgleich mit dem gleichzeitig aufgehobenen Landgerichtsbezirk Königshofen war und aus den Orten Alsleben, Althausen, Aub, Aubstadt, Breitensee, Eyershausen, Gabolshausen, Gollmuthhausen, Großbardorf, Großeibstadt, Herbstadt, Höchheim, Ipthausen, Irmelshausen, Kleinbardorf, Kleineibstadt, Königshofen, Leinach, Merkershausen, Obereßfeld, Ottelmannshausen, Rothausen, Saal an der Saale, Schwanhausen, Serrfeld, Sternberg im Grabfeld, Sulzdorf an der Lederhecke, Sulzfeld, Trappstadt, Untereßfeld, Waltershausen, Wülfershausen an der Saale und Zimmerau bestand.